# Гаркуша Нінель Леонідівна
Ніне́ль Леоні́дівна Гарку́ша (26 червня 1927 , Кам'янець-Подільськ  — 1 квітня 2006 , Київ ) — українська художниця декоративного мистецтва. Членкиня Національної спілки художників України (від 1964 року).

## Біографія
Народилася 26 червня 1927 року в Кам'янець-Подільському, нині Хмельницька область, Україна.
Закінчила 1952 року Московський інститут прикладного та декоративного мистецтва (викладачі Ф. Волошка, Ф. Мішуков).
Від 1952 року — науковий співробітник Інституту монументального мистецтва Академії архітектури УРСР.
У 1963—1983 роках — старший скульптор, керівник групи, головний спеціаліст відділу, завідувач лабораторії монументально-декоративних мистецтв Зонального науково-дослідного інституту типового та експериментального проєктування.
У 1984—1991 роках — у монументальному цеху Київського комбінату монументально-декоративного мистецтва.
Від 1991 року — викладач Київської середньої школи № 94.
Основні роботи — у галузі монументально-декоративної скульптури та декоративного мистецтва (художня кераміка, карбування).
Від 1963 року — учасниця всеукраїнських художніх виставок. Персональні виставки відбулися 1975 року в Чернігові та 2005 року в Києві.
Роботи зберігаються у Кам'янець-Подільському історичному музеї-заповіднику.
Померла 1 квітня 2006 року в Києві.

## Родина
Чоловік Микола Степанович Коломієць — архітектор, художник і мистецтвознавець.

## Твори
- Кераміка
  - «Легенда про Київ», «Збирачка яблук», «Гуцулки», «Переможці» (усі — 1971).
  - «Весілля», «Перепляс», «Урожай» (усі — 1972).
  - «Гуцульський танок», «Весна», «Визволення», «Мрії», «Повернення», «Літо», «Адам і Єва», «Індіанка з голубом», «Продавець води» (усі — 1973).
- Декоративне оздоблення бібліотеки Палацу культури в місті Нова Каховка Херсонської області (1953) — портрет Тараса Шевченка, композиції «Катерина» та «Гайдамаки», станції метро «Святошин» у Києві (1971).

- Барельєфи
  - для Палацу культури Кременчуцької ГЕС (1959);
  - «Гопак» і «Музика» в кінотеатрі «Україна» в Києві (1965).
- Монумент Слави в Кривому Розі (1967, у співавторстві).

- Панно
  - «Енергія» на будинку організаційного центру в м. Українка Київської області (1970).
  - «Чорнобиль» на будинку лікарні МВС у Києві (1994).

## Фотографії

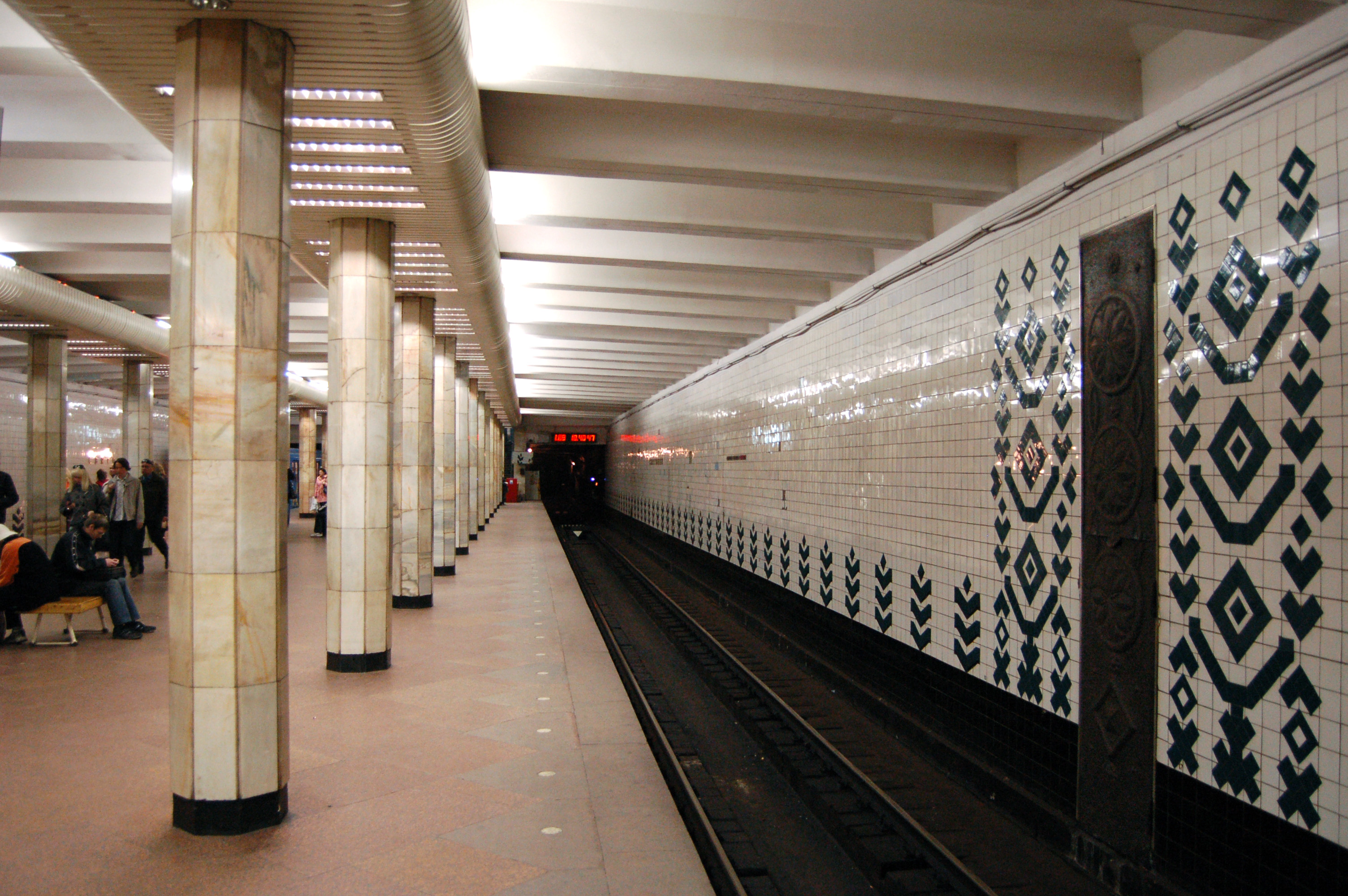
Станція метро «Святошин» (1971)
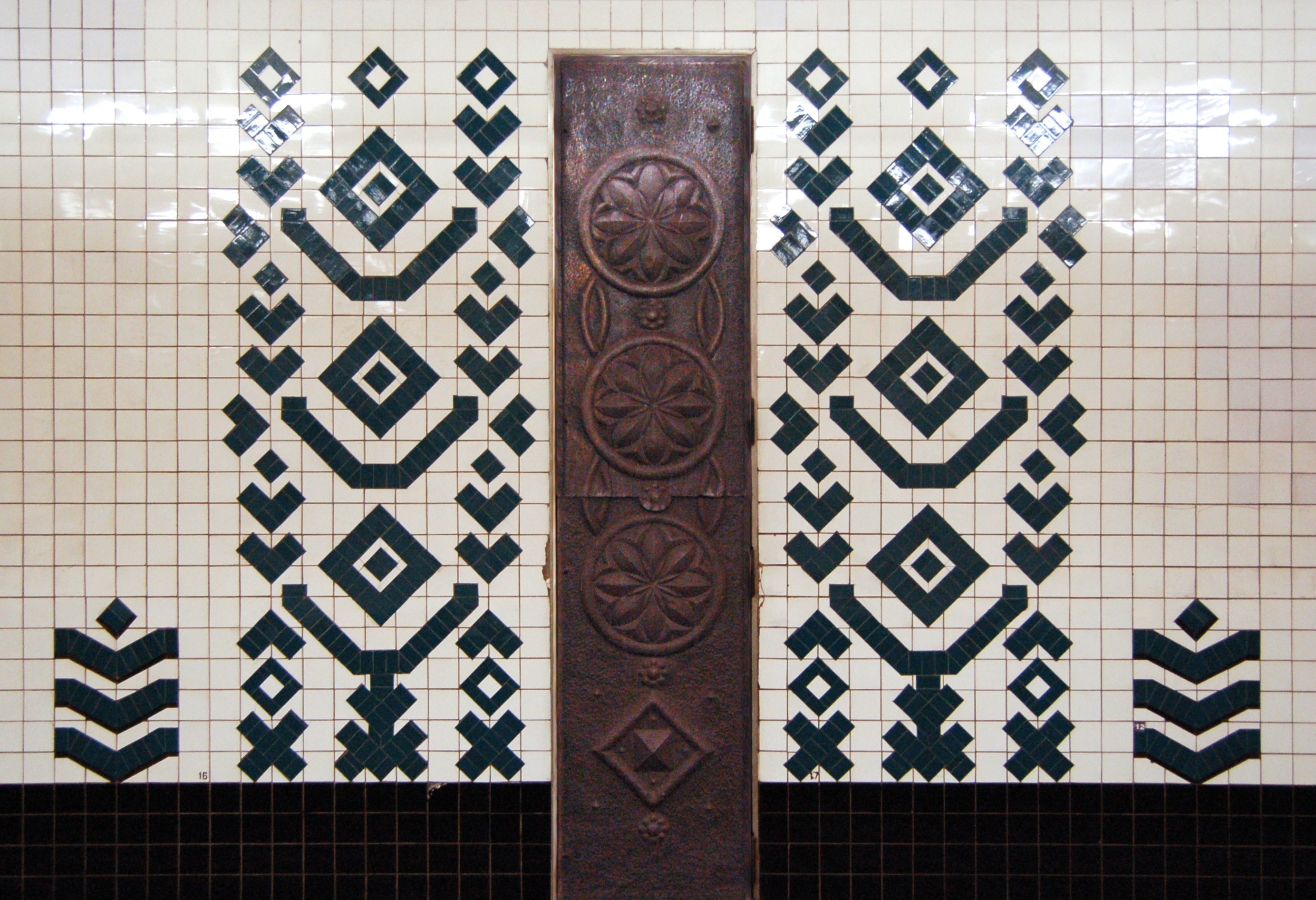
Станція метро «Святошин» (1971)